# АНТ-25
АНТ-25 (також відомий як РД — «рекорд дальності») — радянський дослідний літак. Суцільнометалевий вільнонесний однодвигунний низькоплан з великим подовженням крила. Перший у світі літак, що здійснив трансполярний переліт. Літак був випробуваний 22 червня 1933 року.

## Історія
Ідея рекордного літака виникла в ЦАГІ. В серпні 1931 року при Реввійськраді СРСР створено комісію з будівництва, на яку Андрій Туполєв підготував ескізний проєкт літака. 7 грудня 1931 року комісія ухвалила рішення про будівництво літака та організацію влітку 1932 року польоту на граничну дальність 13000 км. Проєкт літака було закінчено у липні 1932 року. Розробила літак у ЦАГІ бригада Павла Сухого під керівництвом Туполєва.

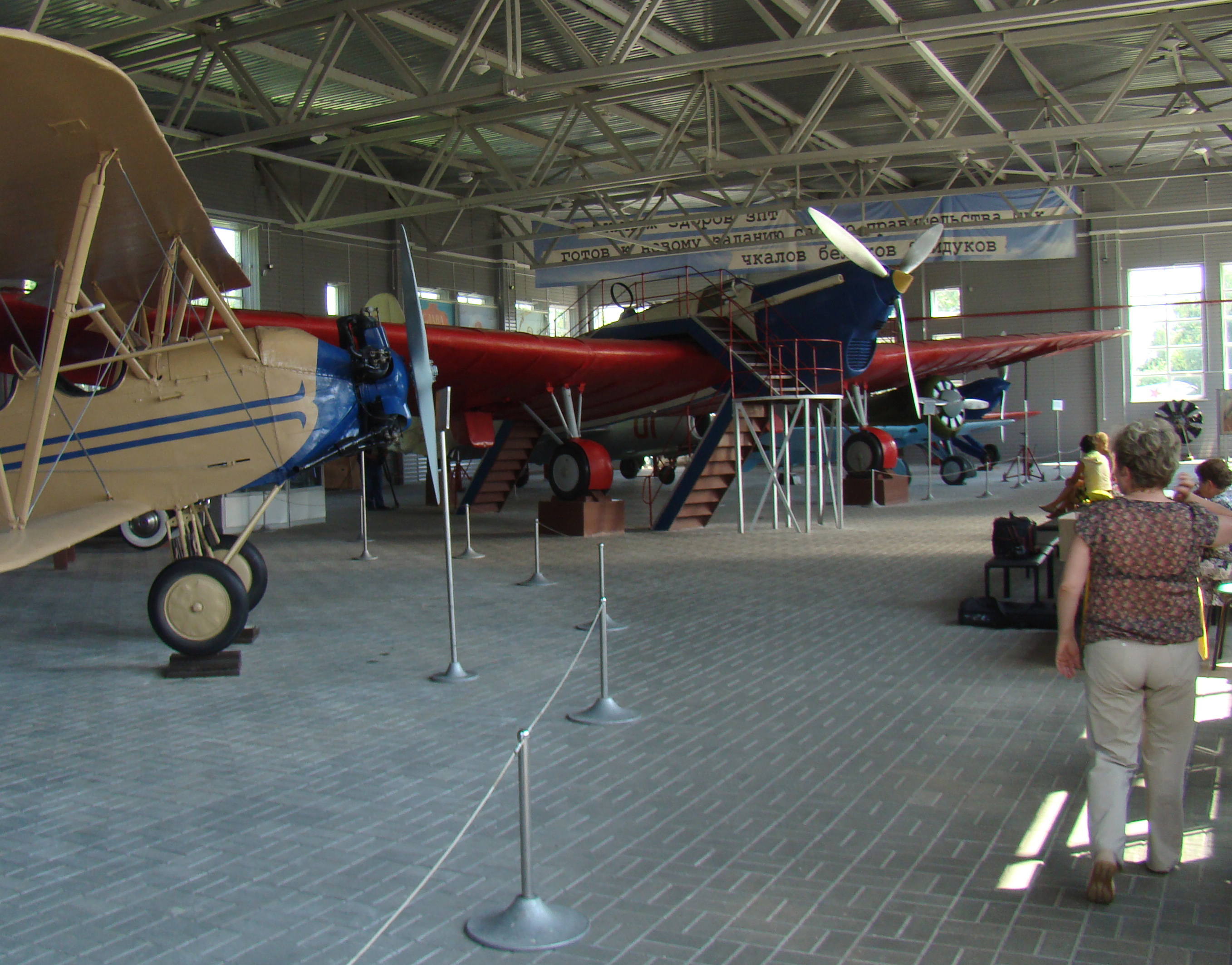
Макет АНТ-25 в Музеї Чкалова, місто Чкаловськ

Будівництво літака розпочалося 1 червня 1932 року. Перший політ з двигуном М-34 без редуктора відбувся 22 червня 1933 року під керуванням Михайла Громова. Побудова літака-дублера з двигуном М-34Р, оснащеного редуктором, почалася серпні 1932 року. Перший політ дублера відбувся 10 вересня 1933 року також під керівництвом Громова.
Випробування літаків проводили майже одночасно. Випробування показали, що з двигуном без редуктора тривалість польоту становить 48 годин, дальність — 7200 км, а дальність дублера не перевищує 10800 км. Проєктних даних не було досягнуто. Гофрована обшивка крила та оперення створювала надлишковий опір. Вирішили обтягнути крило й оперення полотном з аеролаком. У 1934 році екіпаж у складі Михайла Громова, Івана Спіріна та А. І. Філіна почав виконувати регулярні випробувальні польоти на дублері АНТ-25. При льотних випробуваннях у першій половині 1934 визначено істотне поліпшення льотних характеристик. Розрахункова (за витратою палива) тривалість польоту дублера могла досягти 80,4 години, а дальність — 13020 км.
З КБ Туполєва АНТ-25 вийшов зовсім не з тими льотно-технічними характеристиками та надійністю, з якими він виконував свої рекордні перельоти. У НДІ ВПС в 1934 році до перельоту на побиття рекорду дальності готувалися два екземпляри АНТ-25: перший готував А. І. Філін, другий — І. Ф. Петров. Завдяки постановці спеціального карбюратора, обтягненню гофрованих крил полотном, поліруванню поверхні частин, що виступають, установці авіадвигуна з редуктором, дальність польоту АНТ-25 була збільшена з 7,5-8 до 12-12,5 тис. кілометрів. Л. Л. Селяков у своїх спогадах зазначив, що автором ідеї обтягнути гофровану обшивку літака полотном був М. А. Тайц (тоді ще молодий інженер ЦАГІ).

### Рекордні польоти
На цьому літаку було здійснено декілька рекордних польотів.
10-12 вересня 1934 року політ замкнутим маршрутом Москва-Рязань-Харків-Москва (командир екіпажу — М. М. Громов, другий пілот — А. І. Філін, штурман — І. Т. Спірін). За виконання цього польоту встановлено світовий рекорд дальності — 12 411 км та всесоюзний рекорд тривалості — 75 годин. Встановлений світовий рекорд не було офіційно оформлено, оскільки СРСР не був членом Міжнародної авіаційної федерації.
3 серпня 1935 року літак АНТ-25 з екіпажем у складі С. А. Леваневського (командир), Г. Ф. Байдукова (другий пілот) і В. А. Левченко (штурман) зробив спробу здійснити безпосадковий переліт за маршрутом Москва — Північний полюс — Сан-Франциско, про що було урочисто оголошено заздалегідь (встигли навіть випустити пам'ятну поштову марку), проте після подолання близько 2000 кілометрів у кабіну пілота почало протікати масло. Леваневський повернувся й сів на аеродромі у селищі Кречевиці під Новгородом. Причина витікання виявилася простою: масла в бак налили занадто багато, воно почало пінитися, а його надлишки просочуватися в кабіну.
20 липня 1936 року стартував переліт з Москви на Далекий Схід (командир екіпажу — В. П. Чкалов, другий пілот — Г. Ф. Байдуков, штурман — А. В. Біляков). Переліт протяжністю 9375 км тривав 56 годин до посадки на піщаній косі острова Удд в Охотському морі.
18 червня 1937 року літак АНТ-25 злетів зі Щолківського аеродрому і здійснив безпосадковий переліт за маршрутом Москва — Північний полюс — Сполучені Штати Америки, з приземленням на аеродромі Пірсона у Ванкувері, штат Вашингтон (командир екіпажа — В. П.). Г. Ф. Байдуков, штурман — А. В. Бєляков).
12 липня 1937 року другий літак АНТ-25 злетів зі Щолківського аеродрому і здійснив безпосадковий переліт за маршрутом Москва — Північний полюс — Сполучені Штати Америки, з приземленням на пасовищі поблизу Сан-Джасінто, штат Каліфорнія (командир екіпажу — М. М.). пілот — А. Б. Юмашев, штурман — С. А. Данилін). При виконанні цього перельоту встановлено світовий рекорд дальності по прямій лінії (10148 км) та світовий рекорд дальності по ламаній лінії (11500 км).
В 1937  АНТ-25 чкаловського екіпажу був доставлений в розібраному вигляді на борту теплохода «Кооперація» з Гавра до Ленінграда. Є припущення, що з США до Гавра його перевіз лайнер «Нормандія».

## Конструкція

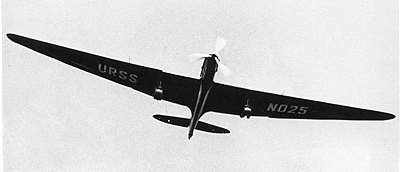
АНТ-25 в польоті

- Крило — для збільшення підіймальної сили та зниження індуктивного опору було застосовано крило з великим відносним подовженням та звуженням, що дозволяло виконувати політ літака з великою масою та невеликою крейсерською швидкістю. Крило було трилонжеронним. Перші два лонжерони були пов'язані між собою паливними баками, а на третьому лонжероні були встановлені вузли кріплення елеронів. Розмах крила становив 34 метри.
- Фюзеляж — складався з двох частин: передньої фермової конструкції, зістикованої з центропланом крила та хвостовою із навантаженою обшивкою. У передній і частково у хвостовій частині фюзеляжу розташовувалась тримісна кабіна екіпажу відокремлена від двигуна протипожежною перегородкою. Двигун кріпився на мотораму у передній частині фюзеляжу. У кабіні екіпажу розташовувалися: робоче місце льотчика під прозорим відкидним ліхтарем, робоче місце штурмана з астролюком у верхній частині фюзеляжу і робоче місце другого льотчика з оглядом через ілюмінатори з прозорою верхньою кришкою люка, що відкидається.
- Оперення — кіль кріпився до хвостової частини фюзеляжу, відразу після кабіни екіпажу, вузли кріплення закривалися зализами. Стабілізатор встановлювався на кілі та був переставний у польоті. Обшивка стабілізатора та кіля була виконана з гофрованого листового кольчугалюмінію.
- Шасі — основні шасі, що прибираються наполовину, стійки та підкоси з масляно-повітряною амортизацією і подвійними гальмівними колесами. У прибраному положенні колеса основного шасі входили до хвостової частини крила наполовину і закривалися обтічниками. Хвостове колесо також забиралося на половину.
- Силова установка — двигун М-34Р з водяним охолодженням потужністю 900 к.с. Гвинт тягне дерев'яний. Загальний запас бензину — 6100 кг, масла — 350 кг.
- Обладнання — на літаку було встановлено найдосконаліше на той час пілотажно-навігаційне обладнання: авіагоризонт, гіромагнітний компас, гіро- та радіонапівкомпас, авіаційний секстант, сонячний покажчик курсу. Бортова радіостанція забезпечувала передачу повідомлень з літака до 5000 км. і дозволяла пеленгувати літак із землі до 2000 км. Встановлене обладнання дозволяло виконувати політ у будь-який час дня та ночі за будь-якої погоди.

## Військова модифікація
Військова модифікація АНТ-25 — бойовий літак-бомбардувальник АНТ-36, військове позначення «Далекий бомбардувальник перший» або ДБ-1, випущений малою серією і надійшов на озброєння ВПС РСЧА  Літак мав максимальну швидкість 240 км/год.

## Тактико-технічні характеристики
Технічні характеристики
- Екіпаж : 3 пілоти
- Довжина : 13,4 м
- Розмах крила : 34 м
- Висота :
- Маса порожнього: 3700 кг
- Максимальна злітна маса : 8000 кг
- Маса палива у внутрішніх баках: 5880 кг

Льотні характеристики
- Максимальна швидкість: 246
- Бойовий радіус: 7200 км
- Практична стеля : 2100 м
- Статична стеля : 7850 м (з мінімальним навантаженням)